# 韦斯特伯勒
韦斯特伯勒（英語：Westborough）是一個位於美國麻薩諸塞州烏斯特縣的鎮。1675年起有人定居，1717年建立。1765年，美国发明家伊莱·惠特尼生于该地。

## 人口
根據2020年美國人口普查的數據，韦斯特伯勒的面積為56.10平方千米，當中陸地面積為53.20平方千米，而水域面積為2.80平方千米。當地共有人口21567人，而人口密度為每平方千米384人。